# Monokarpikus növény

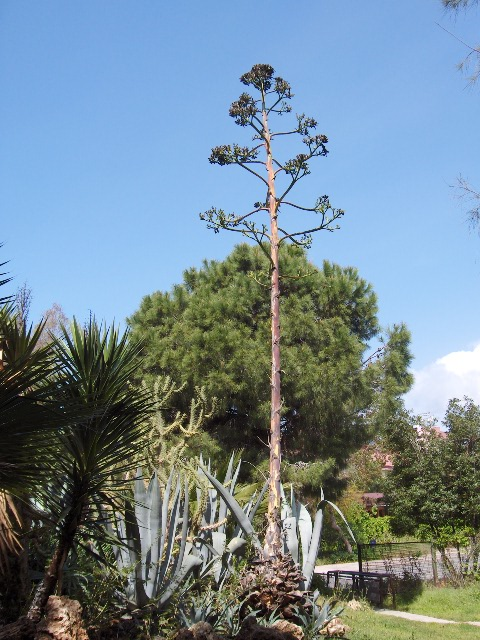
Virágzó közönséges agávé (Agave americana)

Monokarpikusnak az olyan növényeket nevezzük, amelyek csak egyszer hoznak termést, és utána elpusztulnak. A fogalom nem tévesztendő össze sem a hasonló szóalakú monokarp (azaz egy termőlevelű) termőtájjal, sem az ugyancsak hasonlóan hangzó monokarpiummal (azaz magányos terméssel, amilyen például a tökféléké). A kifejezés görög eredetű; a μόνος (egy, egyetlen) és καρπός (termés) szavak kombinációja.
A fogalomnak egy tágabb és egy szűkebb jelentését különböztetjük meg.

## Tágabb jelentése
Tágabb értelemben ilyen az összes rövid életciklusú efemer növény, továbbá a kétnyáriak többsége, így számos ismert zöldségféle is.

## Szűkebb jelentése
Szűkebb értelemben csak a több évig, gyakran évtizedekig élő, majd életük végén kivirágzó, termést érlelő és utána elpusztuló növényeket soroljuk ide. A Magyarországon honos növények közül tipikusan ilyenek a kövirózsák, az ismert dísznövények közül a broméliafélék (Bromeliaceae) számos faja és az összes agávé (Agave spp.).
Az egyik leghíresebb monokarpikus növény az indiai ernyőpálma (Corypha umbraculifera).